# Bennie Green
Bennie Green (Chicago, 16 april 1923 - San Diego, 23 maart 1977) was een Amerikaanse jazztrombonist.

## Biografie
Green had onderricht bij Trummy Young en begon in 1942 bij Earl Hines, in wiens orkest hem al spoedig Dizzy Gillespie en Charlie Parker bekend maakten met de bop en zijn harmonische vernieuwingen. Al eerder dan J.J. Johnson ontwikkelde Green het spel op de bop-trombone, dat hij met een krachtig geluid onmiskenbaar swingend vormgaf. Na zijn militaire diensttijd in 1946 keerde hij terug bij Hines. Hij werkte na een verbintenis bij Gene Ammons in het orkest van Charlie Ventura. Daarnaast speelde hij met Sonny Stitt, Babs Gonzales, Coleman Hawkins, Miles Davis (Miles Davis and Horns) en Sarah Vaughan.
Voor eerste opnamen stelde hij bands samen met Eddie Lockjaw Davis en Art Blakey. In 1953 speelde hij in het kader van de Jazz Composers Workshop met John Lewis, Charles Mingus, J.J. Johnson, Kai Winding en Willie Dennis en legde zo de basis voor de Four Trombones-sound. Hij nam verder op met Frank Wess, Candido, Buck Clayton, Charlie Rouse, Johnny Griffin en anderen. In 1961 verschenen onder de titel Hornful of Soul opnamen, voordat hij zich om gezondheidsredenen terugtrok. Na 1968 was hij verder betrokken bij de opname en opvoering van de Sacred Concerts van Duke Ellington (1968/69). Hij speelde ook geregeld in hotelbands in Las Vegas en kwam soms tot optredens met Sonny Rollins. Hij speelde ook tijdens het Newport Jazz Festival en in 1976 met Lionel Hampton.

## Overlijden
Bennie Green overleed in maart 1977 op bijna 54-jarige leeftijd.

## Discografie
- 1948–1954: Go Ahead and Blow! (Ocium) opnamen met het Charlie Ventura Orchestra[3], Coleman Hawkins, Eddie Lockjaw Davis, Budd Johnson, Big Nick Nicholas, Billy Root
- 1955: Blows His Horn (Prestige/OJC) met Charlie Rouse, Paul Chambers, Osie Johnson
- 1956: Walking Down (Prestige/OJC) met Eric Dixon
- 1956: Bennie Green with Art Farmer (Prestige/OJC) met Addison Farmer, Philly Joe Jones
- 1960: The Swingin'est (Collectables) met Nat Adderley, Gene Ammons, Frank Foster
- 1961: Glidin´ Along (Prestige/OJC) met Johnny Griffin, Junior Mance, Paul Chambers